# Emil Jellinek
Emil Jellinek (Lipsia, 6 aprile 1853 – Ginevra, 21 gennaio 1918) è stato un imprenditore e diplomatico austriaco, noto per aver contribuito alla nascita del marchio Mercedes, che in seguito si sarebbe evoluto in Mercedes-Benz.

## Biografia

### Infanzia e giovinezza
Emil Jellinek nacque da Adolf Jellinek (detto anche Aaron Jellinek), un noto rabbino dell'epoca di origini ceche ed ungheresi, e da Rosalie Bettelheim, anch'essa attiva nella comunità ebraica. Aveva due fratelli e due sorelle: Max Hermann, Georg, Charlotte e Pauline.

Poco dopo la sua nascita, la famiglia di Emil Jellinek, si trasferì a Vienna, dove il piccolo Emil crebbe. A scuola, Emil Jellinek era tutt'altro che in gamba: incontrò svariate difficoltà nell'inserirsi nell'ambiente scolastico e nell'apprendimento di diversi argomenti, con comprensibile disappunto dei genitori, disappunto accresciuto dal fatto che i due fratelli di Emil Jellinek erano invece molto preparati e dediti al dovere.

### Prime esperienze lavorative
Quando Emil raggiunse i 17 anni di età, riuscì grazie ai genitori a trovare un lavoro come impiegato in un'azienda situata in Moravia che operava nel settore dei trasporti ferroviari. Dopo due anni di lavoro presso questa azienda, Emil Jellinek venne licenziato perché il direttivo scoprì che lui organizzava gare clandestine di vetture ferroviarie in tarda notte.

Nel 1872, la famiglia si trasferì in Francia ed il padre di Emil, grazie alle sue conoscenze nel mondo diplomatico, riuscì a trovare in tale ambiente un piccolo posto di lavoro al figlio diciannovenne. In tale occasione conobbe Rachel Goggmann Cenrobert, che più tardi diverrà la sua prima moglie.

Nel 1874, Emil Jellinek venne chiamato al servizio militare, ma ben presto venne anche scartato perché giudicato non idoneo. Tornò al lavoro presso gli ambienti diplomatici che suo padre gli aveva fatto scoprire due anni prima e stavolta riuscì a rivestire il ruolo di vice-console austriaco nella città algerina di Orano. Contemporaneamente, si diede al commercio in Francia di tabacco coltivato in Marocco dal padre di Rachel, oramai sua fidanzata.

### L'arrivo di Mercedes Jellinek

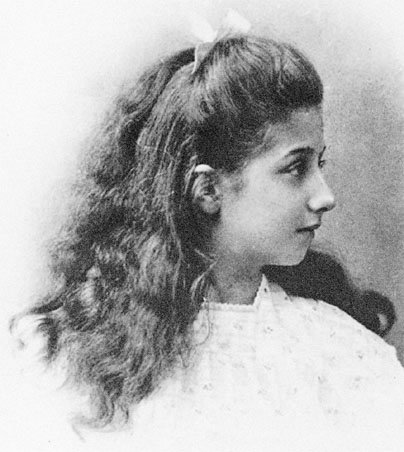
Mercedes Jellinek, la figlia prediletta di Emil Jellinek

Durante tutto il resto degli anni settanta del XIX secolo, Emil Jellinek lavorò saltuariamente anche come ispettore per una compagnia di assicurazioni francese, e per breve tempo, durante il 1881, anche a Vienna. Ma nel 1882 tornò ad Oran e sposò finalmente l'amata Rachel. Ad Oran nacquero i primi due figli della neo-coppia Jellinek, Adolph e Fernand.
Nel 1884 la famiglia Jellinek si trasferì in Austria, a Baden bei Wien: qui Emil lavorava a tempo pieno nel ramo assicurativo. Il 16 settembre del 1889 nacque la terzogenita, battezzata Adriana Manuela Ramona Jellinek, ma che ricevette il nome battesimale di Maria de La Mercedes Jellinek, nome con il quale verrà chiamata in famiglia.

Nel 1893, Rachel Jellinek, la moglie di Emil, muore gettando nello sconforto Emil, che inizia ad avere dei comportamenti di tipo superstizioso. La figlia minore, Mercedes, era divenuta nel frattempo la sua prediletta e, pensando che il suo nome portasse buon auspicio, prese a nominare alcune sue proprietà con il nome della figlia.
Sempre nello stesso periodo, l'agenzia di assicurazioni presso cui Emil Jellinek lavorava, divenne un'azienda assai florida, permettendo ad Emil Jellinek di accumulare un'ottima fortuna con la quale riuscì ad acquistare una casa a Nizza, dove la famiglia prese ad andare inizialmente ogni inverno, per poi stabilirvisi definitivamente. A Nizza, Emil Jellinek entrò in contatto con il mondo dell'aristocrazia locale e degli uomini di affari del posto. Fu qui che ebbe modo di conoscere più da vicino il fenomeno dell'espansione dell'industria automobilistica. In effetti, uno degli impulsi maggiori a tale industria arrivò proprio dalla Francia, grazie a personalità come Armand Peugeot, Emil Levassor e René Panhard. La prima vettura acquistata da Emil Jellinek fu una De-Dion Bouton, anche se in realtà si trattava di un triciclo mosso da un motore a vapore. Seguirono un altro triciclo a vapore, questa volta un Léon Bollée, ed infine una Benz, questa volta a quattro ruote e con motore a scoppio.

Emil Jellinek cominciò a questo punto a darsi al commercio di automobili, in particolare marche francesi. Acquistò un immobile da adibire a showroom automobilistico e, fedele al suo singolare credo, battezzò questa proprietà Villa Mercedes. Con tale attività, i guadagni di Emil Jellinek furono addirittura maggiori di quelli, già ottimi, ottenuti nel ramo delle assicurazioni.

### I contatti con la Daimler Motoren Gesellschaft

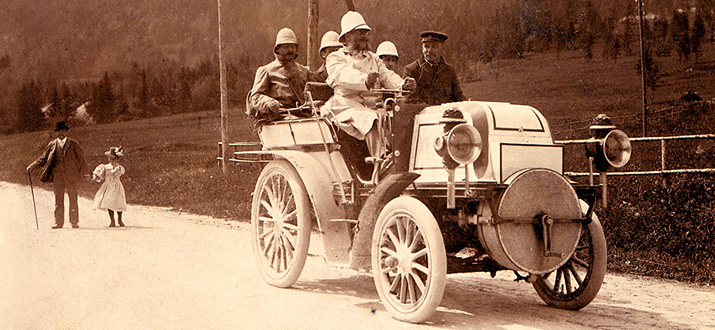
Emil Jellinek su una Daimler Phoenix

Nel 1896, Emil Jellinek lesse per caso un annuncio pubblicitario riguardante una vettura della DMG e presto intraprese un viaggio verso Stoccarda-Cannstatt, dove si trovavano gli stabilimenti Daimler. Voleva conoscere personalmente Gottlieb Daimler e Wilhelm Maybach, i due geni che hanno contribuito a far nascere quella che all'epoca veniva chiamata "carrozza a motore", ma che più avanti sarebbe entrata nel linguaggio comune con il nome di automobile.

Affascinato dalla serietà dei due pionieri tedeschi e convinto dell'affidabilità dell'azienda, Emil Jellinek avviò ben presto le trattative con la DMG per divenire importatore ufficiale del marchio tedesco in Francia, obiettivo che raggiunse nel 1898. L'anno seguente, Jellinek vendette 10 vetture DMG e l'anno successivo 29. Sempre nel 1899, Emil Jellinek convola a seconde nozze con Madelaine Henriette Engler, dalla quale ebbe altri quattro figli.

Ma l'attività di Jellinek in campo automobilistico non si limitava alla sola vendita: da alcuni anni, infatti, stavano prendendo sempre più piede le gare automobilistiche, di cui Jellinek divenne ben presto un grande appassionato. Inoltre, in Costa Azzurra, si tenevano all'epoca importanti manifestazioni comprendenti gare automobilistiche. Il 1899 fu anche l'anno in cui Emil Jellinek schierò alcune autovetture DMG sulla linea di partenza di tutte le gare previste in Costa Azzurra. Egli stesso si mise al volante di una DMG. La scuderia che Jellinek mise in piedi, neanche a dirlo, venne denominata Mercedes ed egli stesso si diede come pseudonimo il nome di sua figlia quando gareggiava. Anche le vetture portavano sul muso tale nome.

### La nascita della Mercedes

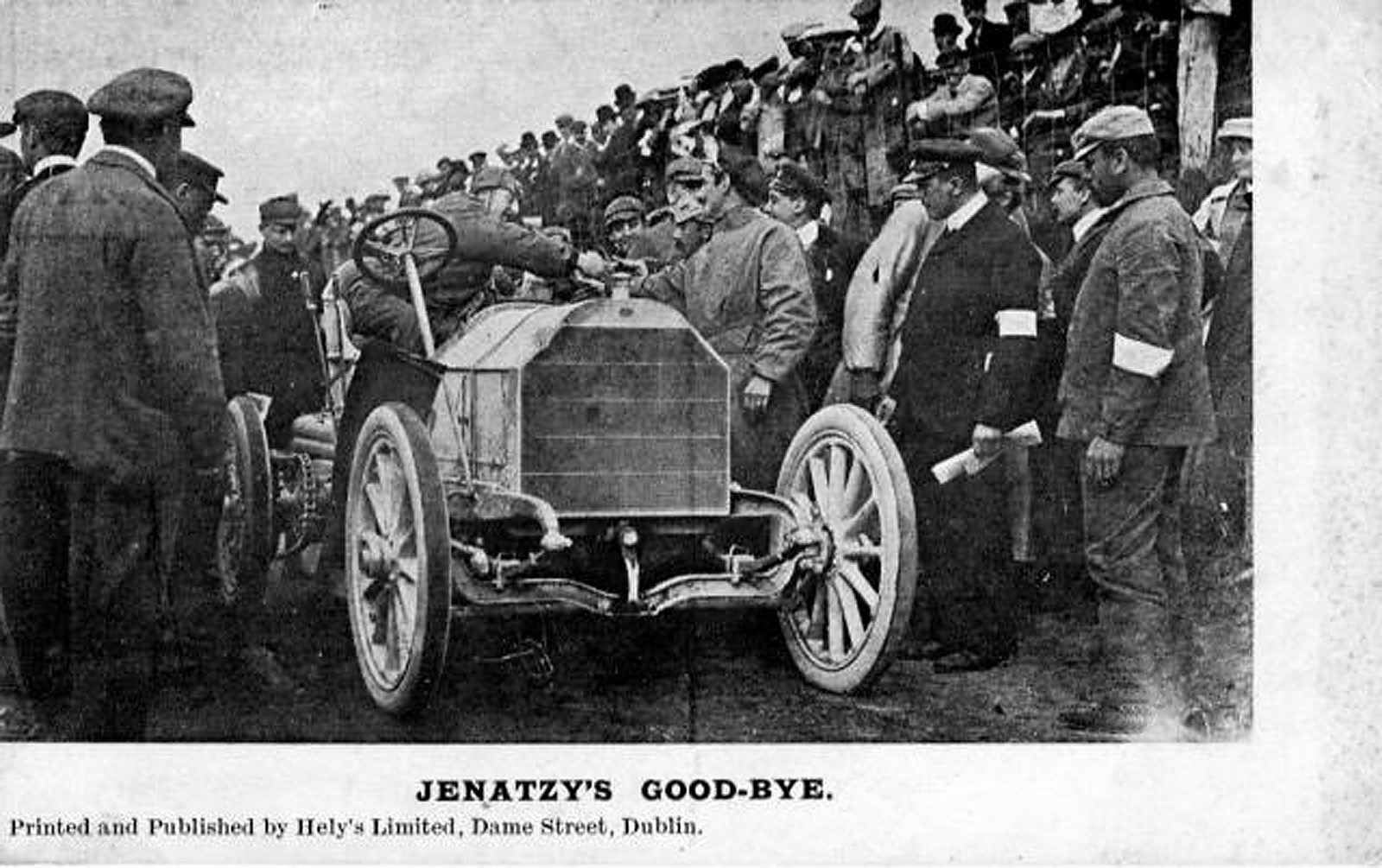
La Mercedes pilotata con successo da Jenatzy alla Gordon Bennett del 1903: le sue specifiche tecniche vennero dettate tre anni prima da Jellinek

All'inizio del Novecento, Gottlieb Daimler morì e pochi mesi dopo, durante la gara in salita Nice-La Turbie, anche il pilota Wilhelm Bauer si schiantò fatalmente alla prima curva per evitare uno spettatore: guidava una Daimler-Phoenix da gara. Dopo quell'episodio, la DMG volle ritirarsi dalle corse, ma Jellinek convinse i vertici proponendo un progetto da lui pensato per una vettura assai più competitiva, poiché prevedeva il baricentro basso, il passo allungato, le carreggiate allargate ed un nuovo sistema di accensione. Inoltre, impose che la nuova vettura avrebbe dovuto chiamarsi Mercedes. Promise inoltre una somma di 550.000 marchi se Wilhelm Maybach avesse progettato una vettura con tali specifiche. E per essere ancor più convincente si impegnò ad acquistare 36 di queste vetture. La DMG non si fece scappare l'occasione e si mise al lavoro. In pochi mesi, Maybach partorì uno dei suoi capolavori più noti, la 35PS, che venne svelata ad Jellinek il 22 dicembre del 1900.

L'anno seguente, la 35PS seminò vittorie su vittorie, imponendosi all'attenzione della stampa dell'epoca e degli appassionati di automobili e di gare automobilistiche.

Nel 1902, Mercedes divenne un marchio registrato: il sogno di Jellinek era andato oltre le sue più ottimistiche aspettative. Il successo delle vetture tedesche si diffuse in tutta Europa e Jellinek fece affari d'oro vendendo numerose vetture che portavano il nome di sua figlia.

Nel 1903 Jellinek compì un'altra delle sue stravaganze legate al nome Mercedes, forse la più grande ed insuperabile: cambiò il proprio nome in Jellinek-Mercedes, commentando così il fatto: "Questa è forse la prima volta in cui un padre eredita il nome di sua figlia".

Ma intanto, all'interno della DMG si stavano consumando perfidi intrighi ai danni di Maybach, intrighi dati dall'invidia di alcuni suoi superiori e che stavano evolvendosi all'insaputa di Jellinek, che nel frattempo era entrato a far parte del consiglio di amministrazione della DMG. Ben presto, Maybach fu costretto a dare le dimissioni, con gran dispiacere di Jellinek, che da quel momento cominciò a perdere la stima nei confronti della DMG. I rapporti che Jellinek aveva stretto con Maybach erano assai cordiali e la fiducia che nutriva nei confronti del geniale direttore tecnico tedesco era cieca e disinteressata. Per Jellinek, Maybach era la linfa vitale della DMG, per cui nel 1908, un anno dopo le dimissioni di Maybach, lasciò la DMG, il suo consiglio di amministrazione e smise di vendere automobili.

### Gli ultimi anni
L'attività commerciale di Jellinek terminò qui, ma non la sua carriera diplomatica: oltre che di Nizza, Jellinek divenne console austro-ungarico anche del Messico. 

Quando nel 1914 scoppiò la prima guerra mondiale, gli Jellinek si rifugiarono a Meran, in Francia, ma qui Emil Jellinek (o Jellinek-Mercedes) venne arrestato con l'accusa di spionaggio. Nello stesso periodo, gli austriaci cominciarono a sospettare della moglie di Jellinek.

Quando Jellinek venne rilasciato, nel 1917 giunse a Ginevra, in Svizzera, contando di trovare pace nella neutralità del Paese elvetico. Ma anche qui venne trattenuto temporaneamente. In realtà, Jellinek morì in carcere il 21 gennaio dell'anno seguente.

Oggi  riposa a Nizza, accanto alla tomba della prima moglie Rachel.